# كليوباترا (فلم 1912)
كليوباترا (بالإنجليزية: Cleopatra) هو فيلم أبيض وأسود درامي تاريخي صامت أمريكي إنتاج عام 1912 من بطولة هيلين غاردنر وإخراج تشارلز إل جاسكيل، استنادًا إلى مسرحية من عام 1890 كتبها فيكتوريان ساردو. إنه أول فيلم تنتجه شركة إنتاج غاردنر ، وهي شركة هيلين غاردنر بيكتشر بلايرز.
يعتبر فيلم كليوباترا أحد أول الأفلام الروائية الطويلة المكونة من ست بكرات التي تم إنتاجها في الولايات المتحدة. تم الترويج لها على أنها "أجمل صورة متحركة على الإطلاق"، وكان أول من قدم تصويرًا سينمائي طويل لشخصية كليوباترا ، على الرغم من وجود فيلم قصير عن أنطوني وكليوباترا قبل ذلك بعامين.

## فريق التمثيل
- هيلين غاردنر في دور كليوباترا ملكة مصر
- السيد هوارد في دور فرعون - عبد وصياد يوناني
- تشارلز سيندلار بدور مارك أنتوني - تريومفير والجنرال
- جيمس ر. وايت في دور فينديتيوس - جندي روماني
- السيد أوزبورن في دور ديوميديس - مصري ثري
- هاري نولز في دور كيفرين - قائد الحرس للملكة
- السيد بول في دور أوكتافيوس - تريومفير والجنرال
- السيد برادي في دور سيرابيان - كاهن مصري
- سيد كوركر في دور إيكسياس - خادم فينتيديوس
- بيرل سينديلار في دور إيراس - عاملة
- السيدة فيلدينغ في دور شارميان - عاملة
- السيدة روبسون في دور أوكتيفيا الصغرى زوجة أنطوني
- هيلين كوستيلو في دور نيكولا - طفل